# Horonycsőrű törpepinty
A horonycsőrű törpepinty vagy tömpecsőrű magsármány (Sporophila falcirostris) a madarak osztályának verébalakúak (Passeriformes) rendjébe és a tangarafélék (Thraupidae) családjába tartozó faj.

## Rendszerezése
A fajt Coenraad Jacob Temminck holland ornitológus írta le 1820-ban, a Pyrrhula nembe Pyrrhula falcirostris néven.

## Előfordulása
Argentína északkeleti, Brazília délkeleti és Paraguay keleti részén honos. Természetes élőhelyei a szubtrópusi és trópusi síkvidéki és hegyi erdők.

## Megjelenése
Testhossza 11 centiméter. Tollazata sima, szürkés, jelentéktelen. A hím halvány kékesszürke, a hasa alján fehéres, alsó farktollai barnák. Csőre jellegzetesen sárga, felső csőre görbült, alsó csőre erős, kissé hasonlít a papagájéra. A nőstény hasonlít a hímre, de sötétbarnás színű, csőre sötétebb. Hangja vidám, búgó. Hobbiállatként is szívesen tartják.
|  |  |

## Életmódja
Elsősorban a bambuszmagvakkal táplálkozik, de rovarokat is fogyaszt.

## Szaporodása
Az utódokat tavasszal költi ki. Az eddig felfedezett egyetlen fészket az erdő szélén találták.

## Természetvédelmi helyzete
Az elterjedési még nagyon nagy, de gyorsan csökken, egyedszáma 2500-9999 példány közötti és szintén csökken. A Természetvédelmi Világszövetség Vörös listáján sebezhető fajként szerepel.